# LNER-Klasse A1/1
Die Klasse A1/1 der London and North Eastern Railway (LNER) ist eine Baureihe britischer Schlepptenderlokomotiven, von der nur ein einziges Exemplar gebaut wurde. Die Schnellzuglokomotive mit der Achsfolge 2’C1’, auch Pacific genannt, und Dreizylinder-Triebwerk war ein Entwurf von Edward Thompson. Sie entstand durch Umbau einer der beiden Prototypen der Klasse A1, der Nr. 4470 Great Northern.

## Geschichte
Nach dem frühen Tod von Nigel Gresley im April 1941 übernahm Edward Thompson die Stelle des Chief Mechanical Engineers der LNER. Thompson leitete im Rahmen seines Standardisierungsprogramms die Entwicklung einer neuen Pacific-Lokomotive für hochwertige Schnellzüge ein, die als Nachfolger der A3 und A4 gedacht war. Er entschied sich dabei gegen einen Neubau und verwendete stattdessen die Lokomotive Nr. 4470 Great Northern, die erste Lokomotive der Klasse A1, als Basis seiner Arbeit. Der Umbau fand 1945 statt, wobei von der Originallokomotive nur wenige Baugruppen übernommen wurden. Die Lokomotive erhielt einen blauen Anstrich mit roten Zierlinien und ca. drei Monate nach Ablieferung Windleitbleche.
Kritik wurden innerhalb und außerhalb der LNER laut, da viele der Ansicht waren, dass die Great Northern als erste Lokomotive der erfolgreichen Gresley-Pacific-Familie im Originalzustand für die Nachwelt erhalten bleiben sollte. Zusätzlich wurde das neue Erscheinungsbild der Lokomotive von vielen als unästhetisch empfunden.
Damit die noch nicht umgebauten Lokomotiven der Klasse A1 von Gresley nicht mit der A1/1 von Thompson verwechselt werden konnten, wurden die Gresley-Pacific-Lokomotiven in die Klasse A10 eingeteilt.
Die Leistungsfähigkeit der A1/1 übertraf die Lokomotiven der Klassen A3 und A4, bis diese mit Kylchap-Saugzug-Anlagen ausgerüstet wurden. Die A1/1 hatte auch eine größere Verfügbarkeit im Vergleich zu den vorgenannten Klassen aufgrund der präventiven Wartung. Bedingt durch Thompsons Ruhestand folgte keine Serienfertigung der A1/1, obwohl 16 Neubaulokomotiven im Oktober 1945 bestellt wurden. Thompsons Nachfolger Peppercorn ließ den Entwurf gründlich überarbeiten, so dass die neuen A1 nach dem Entwurf von Peppercorn sich deutlich von der Thompsons A1/1 unterschieden.
In den ersten Betriebsjahren hatte die A1/1 einige Kinderkrankheiten, die erfolgreich beseitigt wurden; dennoch erlangte die Lokomotive nie eine herausragende Stellung auf der East Coast Main Line, obwohl sie zeitweise dem Depot beim Bahnhof King’s Cross in London zugeteilt war. Die meiste Zeit war die Lokomotive in Doncaster und Grantham beheimatet. In den 1950er Jahren diente sie teilweise sogar nur als Rangierlokomotive für Personenzüge in Grantham. Die Lokomotive wurde im November 1962 aufgrund eines stark abgenutzten Mittelzylinders ausgemustert.

## Technik

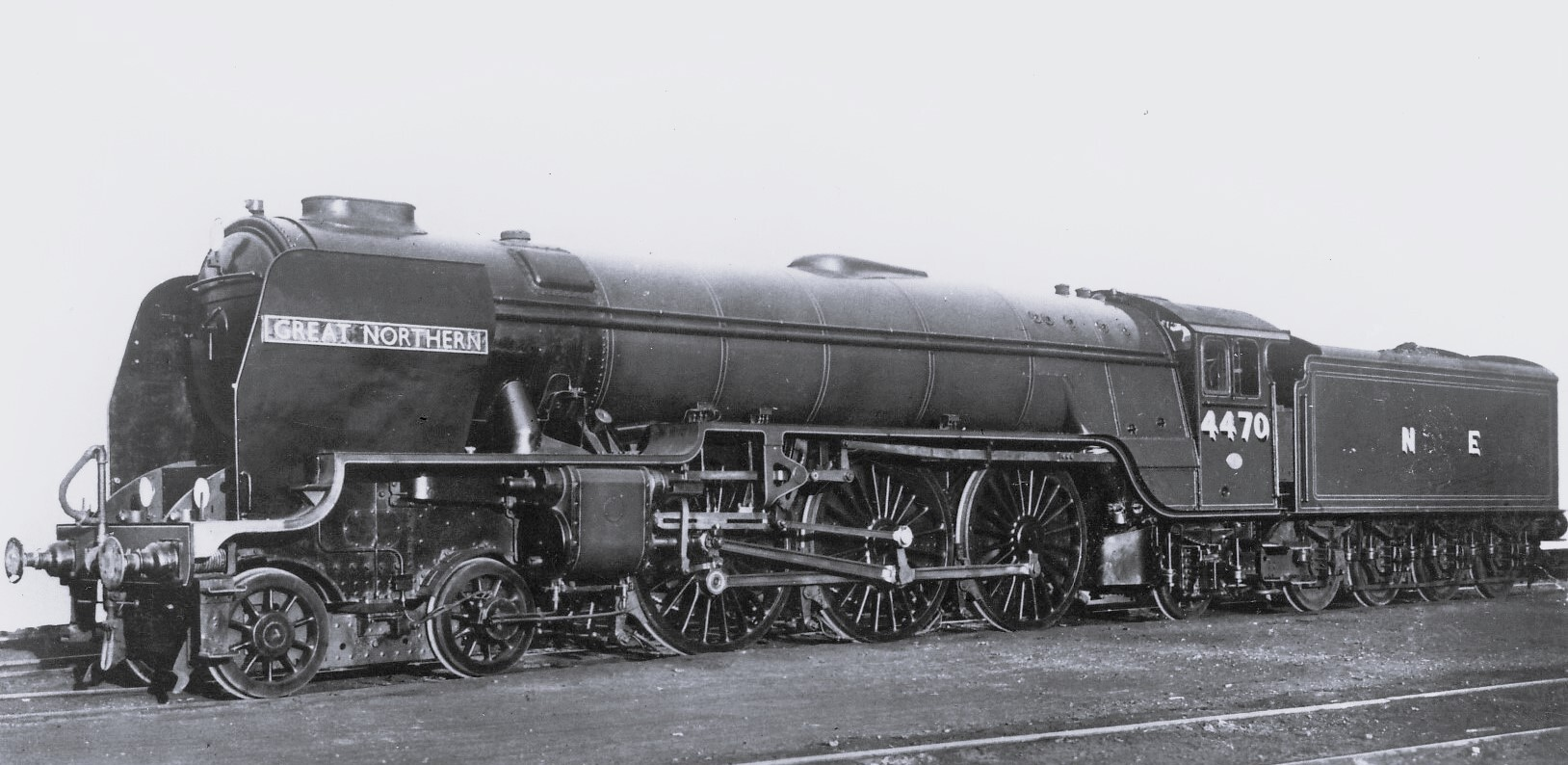
LNER-Klasse A1/1 Nr. 4470 Great Northern mit Windleitblechen ca. drei Monate nach Fertigstellung

Die A1 Nr. 4470 Great Northern erhielt beim Umbau einen Kessel der Klasse A4, das Dreizylinder-Triebwerk erhielt wesentliche Änderungen. Während bei Gresley alle Zylinder auf die zweite Kuppelachse arbeiteten, änderte Thompson das Triebwerk zu einem De-Glehn-Triebwerk so, dass der Innenzylinder auf die erste Kuppelachse, die äußeren beiden Zylinder auf die zweite Kuppelachse arbeiteten. Alle Zylinder erhielten gleichlange Treibstangen. Weiter versah Thompson die Steuerung des Innenzylinders mit einer eigenen Walschaerts-Steuerung, anstelle der von Gresley entworfenen Steuerung, die den Antrieb des Schiebers für den Mittelzylinder von den Außenzylindern abnahm. Dadurch sollte die Überlastung des Innenzylinders durch Spiel im Gestänge der Gresley-Steuerung entfallen.

Beim Umbau wurden die äußeren Zylinder nach hinten versetzt und die Treibstangen dementsprechend gekürzt. Der Zylinder des Innentriebwerks wurde nach vorne versetzt und erhielt eine gleichlange Treibstange wie die Außentriebwerke.  Der Innenzylinder kam so weit nach vorne zu liegen, dass auch das Laufdrehgestell nach vorne gesetzt werden musste, womit die Lokomotive gut 80 cm länger wurde. Das Erscheinungsbild der Lokomotive zeigte fortan einen deutlich größeren Radstand zwischen der zweiten Laufdrehgestellachse und der ersten Kuppelachse im Vergleich zu den Lokomotiven der Klassen A1 und A3.      

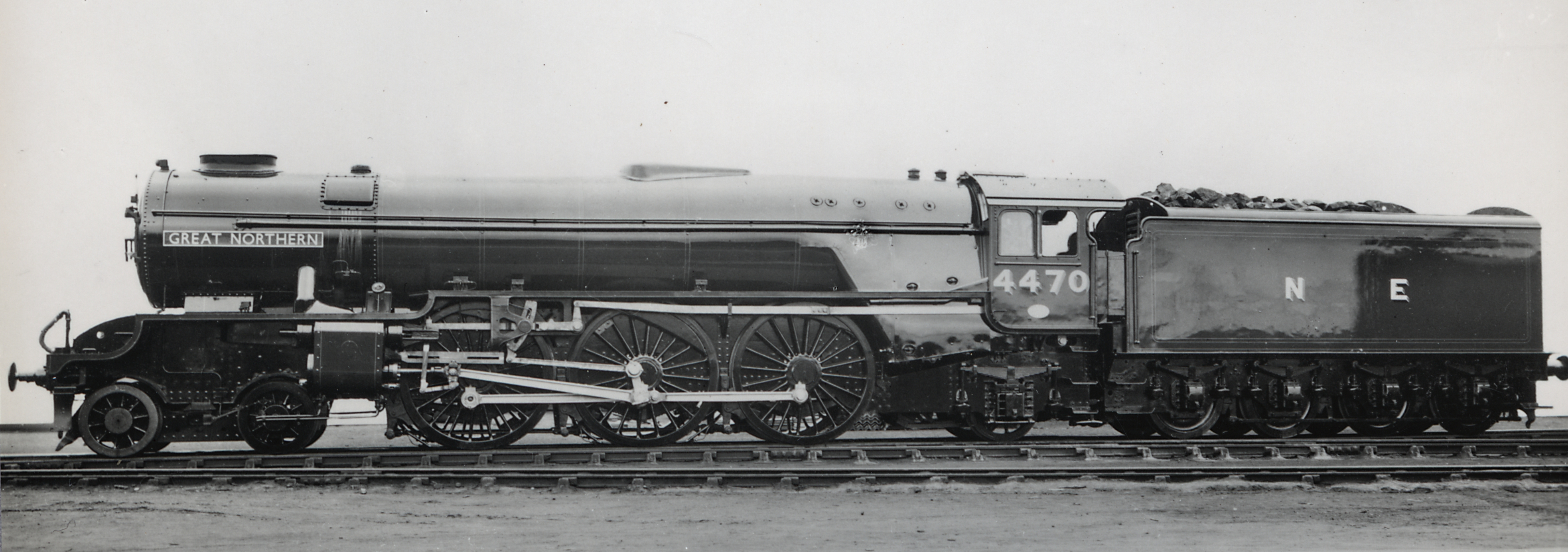
LNER-Klasse A1/1 Nr. 4470 Great Northern kurz Fertigstellung